# MUJINA
「MUJINA」（ムジナ）は、日本の女性ポップシンガー・遠藤舞の楽曲および通算2枚目のシングル。2014年5月14日にbinyl recordsからリリース。楽曲の制作は、赤い公園のメンバー津野米咲。

## 背景
前作「Today is The Day」から、約10ヶ月振りの2ndシングル。
2014年2月まで在籍していたアイドリング!!!の卒業後にリリースした、最初のシングルである。自身がピアノを奏でて歌唱する"ピアノ・ポップ・ロック"のスタイルを、ソロデビュー当時から掲げており、本作も、そのコンセプトで楽曲作りをしたとしている。

## 録音・制作
表題曲はガールズバンド・赤い公園のメンバー津野米咲が書き下ろした楽曲で、「恋の罠は、愉快で切ないという曲です。舞さんを想って書きました」とコメントしている。録音も「赤い公園」がバックアップした。
表題は、「同じ穴のムジナ」などの悪い意味で使われる「狢(ムジナ)」の事だが、歌詞の一節に採用しただけで、曲自体は愛らしく切ないポップチューンとなっている。遠藤自身もタイトル名の印象と、その後に聴かされた曲調とのギャップに驚いたようである。

## リリース
楽曲のシングルCDは、Type-A・B・Cの3形態でリリースされた。Type-Aにはメイキング映像などを収録したDVD、Type-Bにはブックレットが付属する。全形態の初回生産分に「リリースイベント参加券」が封入されている。

## プロモーション
楽曲に連動した企画として、一般からパトロンを募る「遠藤舞ソロプロジェクト」が実施され、パトロンになった女性限定20名を当楽曲のレコーディングに招待し、生のミニライブを行った。ライブの模様はUstreamでも配信され、カップリング曲「Reborn」などを披露した。
楽曲のプロモーションで、以下のメディアに出演した。
TV番組
- 最新最速エンタメタイム CDET!（2014年5月3日、MUSIC ON! TV）
- みゅーじキュン（2014年5月16日、MBSテレビ）
- イチサン! -Three times a day-（2014年5月26〜30日、MUSIC ON! TV）

配信番組
- 西川貴教のイエノミ!!（2014年5月8日、ニコニコ生放送）

ラジオ番組
- HITS! THE TOWN（2014年5月10日、NACK5）

## ライブ・パフォーマンス
リリース記念イベントも兼ねたミニライブが、以下の日時・場所で実施された。
「MUJINA」リリース記念イベント
- 2014年5月13日 タワーレコード渋谷 B1F「CUTUP　STUDIO」（タワーレコード予約者のみ）
- 2014年5月17日 ヴィーナスフォート 2F教会広場
- 2014年5月18日 ラゾーナ川崎 2Fルーファ広場グランドステージ

以下のイベントに出演して、カップリング曲「Reborn」をライブ披露した。
- 遠藤舞 女性限定スタジオライブ（2014年4月26日、都内レコーディングスタジオ）

## カバー
Type-B収録のカップリング曲「Reborn」は、自身がファンであると公言しているロックバンド「Syrup 16g」の4thアルバム『delayed』収録のカヴァー曲。遠藤のピアノ演奏に、弦楽器が加わったアレンジとなっている。この曲は、2012年5月20日に開催した自身初のソロライブ 「舞」にて、本作リリース以前からカヴァーしていた。

## シングル収録トラック
| #         | タイトル           | 作詞      | 作曲      | 編曲      | 時間 |
| --------- | ------------------ | --------- | --------- | --------- | ---- |
| 1.        | 「MUJINA」         | 津野米咲  | 津野米咲  | 津野米咲  | 3:51 |
| 2.        | 「You're the one」 | leonn     | Ken Arai  | Ken Arai  | 4:03 |
| 合計時間: | 合計時間:          | 合計時間: | 合計時間: | 合計時間: | 7:55 |

| #  | タイトル                               | 作詞 | 作曲・編曲 |
| -- | -------------------------------------- | ---- | ---------- |
| 1. | 「レコーディングドキュメンタリー映像」 |      |            |

| #         | タイトル           | 作詞      | 作曲      | 編曲      | 時間  |
| --------- | ------------------ | --------- | --------- | --------- | ----- |
| 1.        | 「MUJINA」         | 津野米咲  | 津野米咲  | 津野米咲  | 3:51  |
| 2.        | 「You're the one」 | leonn     | Ken Arai  | Ken Arai  | 4:03  |
| 3.        | 「Reborn」         | 五十嵐隆  | 五十嵐隆  | 大西克巳  | 5:59  |
| 合計時間: | 合計時間:          | 合計時間: | 合計時間: | 合計時間: | 13:54 |